# شورای حکومت (نروژ)
شورای حکومت نروژ (نروژی: Statsrådet) شورای حکومت سلطنتی در نروژ و بالاترین مرجع رسمی حکومت در این کشور است که زیر نظر پادشاه با شرکت نخست وزیر و اعضای هیأت دولت تشکیل میشود و تصمیمات مهم کشوری را تایید و ابلاغ میکند. جلسات مربوطه معمولاً در کاخ شاه و در روزهای جمعه برگزار میشود.